# Hà Cảnh (nhà Thanh)
Hà Cảnh (chữ Hán: 何璟, ? – 1888), tự Tiểu Tống, người Hương Sơn, Quảng Đông , quan viên cuối đời Thanh. Trong chiến tranh Pháp – Thanh, ông đang ở chức Mân Chiết tổng đốc, kiêm thự Phúc Kiến tuần phủ, cùng Khâm sai đại thần Trương Bội Luân chịu trách nhiệm chính cho thất bại của thủy quân nhà Thanh ở Mã Vĩ.

## Khởi nghiệp
Cha là Hà Viết Dũ, được sử cũ xếp vào nhóm Tuần lại (循吏, tức là quan viên có thành tích tốt).
Cảnh đỗ tiến sĩ năm Đạo Quang thứ 27 (1847), được chọn làm Thứ cát sĩ, rồi thụ chức Biên tu, chuyển làm Ngự sử.

## ThờiHàm Phong
Năm Hàm Phong thứ 7 (1857), người Anh chiếm Quảng Châu, Lưỡng Quảng tổng đốc Diệp Danh Sâm trở thành tù binh, chịu bãi chức, nhưng bọn Quảng Đông tuần phủ Bách Quý cùng tội, lại không bị nhắc đến, khiến mọi người bất bình; Cảnh dâng sớ trình bày tội trạng của Diệp Danh Sâm, Bách Quý.
Năm sau (1858), chiến hạm Anh tiến vào Thiên Tân , Cảnh dâng sớ trình yếu yếu lược đánh – giữ; trước sau 8 lần dâng sớ, phản đối chủ trương cầu hòa. Sau đó Cảnh được thăng làm Cấp sự trung. Năm thứ 10 (1860), Cảnh được ra làm An Huy Lư Phượng đạo .

## Thời Đồng Trị
Năm Đồng Trị thứ 2 (1863), Cảnh được thăng làm An Huy Án sát sứ. Niệp quân xâm phạm, Cảnh cùng Tổng binh Dụ Cát Tam tùy điều kiện mà sắp đặt phòng ngự, khiến nghĩa quân không thể làm càn.
Năm thứ 4 (1865), Cảnh được tấn làm Hồ Bắc Bố chánh sứ. Sang năm, Cảnh đến nhậm chức, gặp lúc huyện Hoàng Pha có nạn đói, dân đi xin ăn ở lưu vực Giang, Hán; ông bèn lấy tiền trong kho ra để cứu tế.
Năm thứ 9 (1870), Cảnh được cất nhắc làm Phúc Kiến tuần phủ, sau đó được làm tuần phủ ở Sơn Tây, Giang Tô. Mãn tang cha, Cảnh được khởi làm Mân Chiết tổng đốc.

## ThờiQuang Tự
Năm Quang Tự thứ 3 (1877), nhằm chuẩn bị cho sự lớn mạnh của Nhật Bản, Cảnh sửa sang công tác hải phòng, chỉnh đốn quân – chánh vụ. Bấy giờ trong tỉnh phát sanh thủy tai, Cảnh hằng ngày ngồi trên thành đốc thúc cứu vớt nạn dân, còn xem xét suốt 7 ngày đêm, góp vàng chẩn cấp cho dân. Đến khi nước lui, Cảnh đào sông ở Hồng Đường (đê), huyện Hầu Quan, phủ Phúc Châu , dẫn dòng chảy vào biển, trừ nỗi lo về sau.
Năm thứ 5 (1879), Cảnh được kiêm thự Tuần phủ. Khi ấy Nhật Bản phế Lưu Cầu, mấy lần đem chiến hạm ghé qua Phúc Kiến, Giang Tô. Cảnh cho rằng Đài Loan có vị trí xung yếu, Cơ Long lại càng trọng yếu với đảo, bèn điều động thuyền bè, chiêu mộ binh dũng, xây dựng pháo dài, đề phòng bất trắc.
Năm thứ 9 (1883), nhà Thanh bắt đầu can thiệp vào chiến tranh Pháp – Đại Nam, hải phòng giới nghiêm; Cảnh lệnh cho bọn tổng binh Trương Đắc Thắng chia giữ các quận, bọn đề đốc Tôn Khai Hoa chia giữ Đài Loan, Bành Hồ, còn truyền hịch cho Dương Tại Nguyên làm Thự Đài Loan trấn (tổng binh), trợ giúp phòng thủ. Năm sau (1884), Cảnh lại tâu lên tình hình tăng thuyền và mộ lính ở Phúc Châu, Hạ Môn, Đài Loan, triều đình đều khuyến khích ông.
Trước nay quân vụ do mọi người cùng nhau thương lượng, từ khi Khâm sai đại thần Trương Bội Luân đến, mọi việc đều do ông ta chuyên quyết, coi bọn Cảnh như bộ hạ. Bội Luân còn nghiêm hặc Tại Nguyên tham sằng, kết tội Cảnh sao nhãng, giao cho quan viên phụ trách để họ nghị luận; do vậy mọi người càng sợ hãi, không dám trái ý ông ta. Vào lúc chiến hạm Pháp đã tiến vào cảng Mã Vĩ, triều đình vẫn dặn đi dặn lại phải cố thủ. Đến khi nhận chiến thư, Cảnh nói với Bội Luân rằng: "Ngày mai người Pháp sẽ theo thủy triều tấn công Mã Vĩ đấy." Bội Luân không nghe. Quả nhiên thủy quân Thanh ở Mã Vĩ bị đánh tan tành, Cảnh muốn cứu viện, nhưng Lâm Phổ chẳng có thuyền đi được, đành ru rú ở tỉnh thành.
Bấy giờ tình hình Phúc Kiến ngày càng hỗn loạn, binh dũng người Quảng Đông bỏ trốn cũng không ai hỏi đến, khiến Cảnh lại chịu chỉ trích. Cảnh muốn dâng sớ tự hặc, nhưng triều đình đã triệu ông về kinh. Sau đó ngự sử hặc Cảnh hèn hạ, bộ Lại đề nghị lột chức.
Năm thứ 14 (1888), Cảnh mất.